# CTM Computer
Die Firma CTM Computer (Computertechnik Müller) wurde 1972 in Konstanz gemeinsam von der Industriekauffrau Ilse Müller und ihrem Mann Otto Müller gegründet. Er hatte in den 1960er Jahren den mikroprogrammgesteuerten Kleincomputer Nixdorf System 820 für die Firma Nixdorf entworfen.

## CTM 70

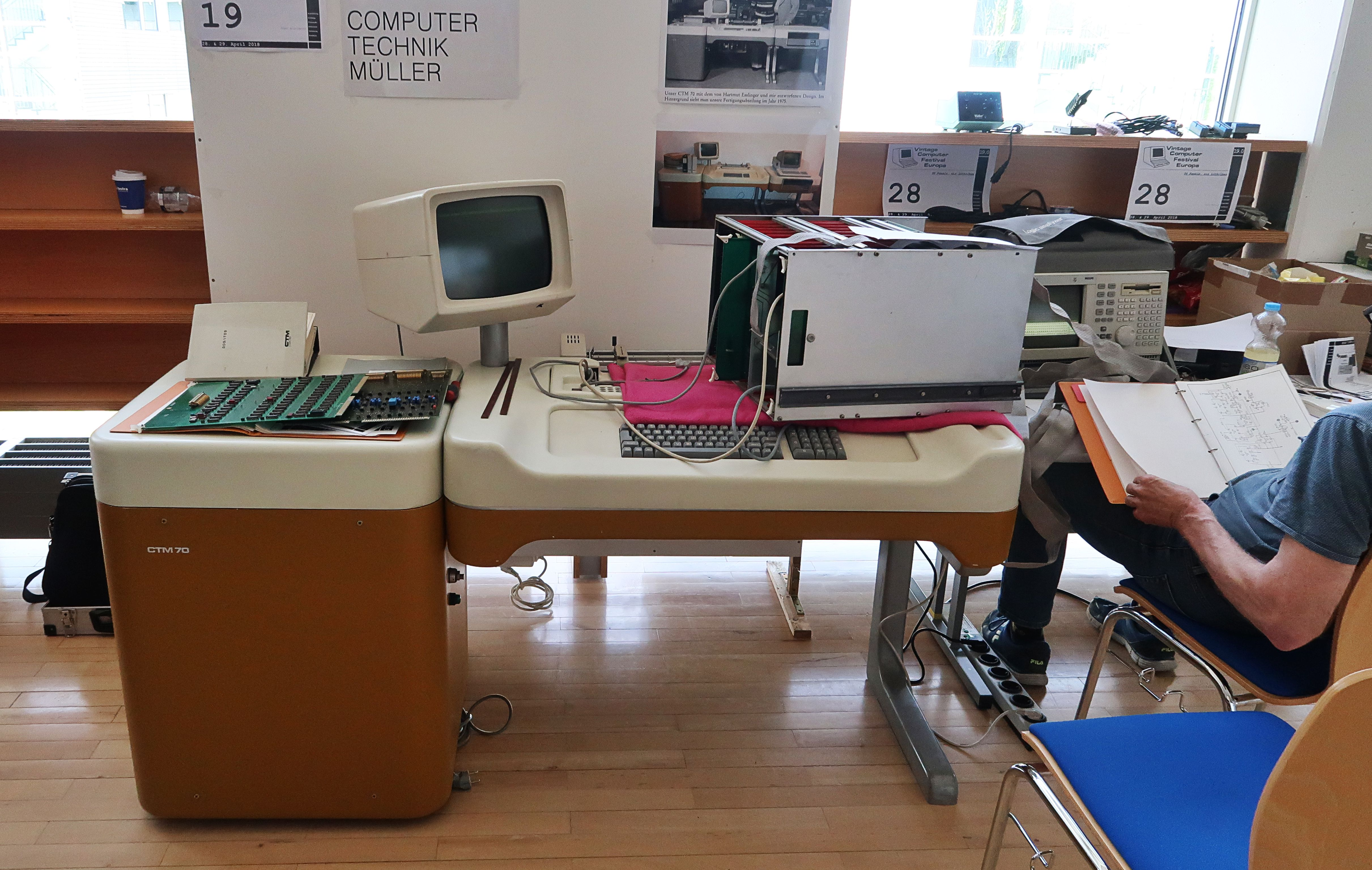
CTM 70 auf dem VCFe in München, 2018

Sie schufen im Anfang folgende Rechner der Serie CTM 70.

### Hardware
- Rechner 
 Die Modellfamilie CTM 70 entwickelte Müller 1972 zur gleichen Zeit wie die TA 1000. Beide Familien ähnelten sich, die CTM 70 hatte eine 16-Bit-Architektur, während die TA 1000 über eine 8-Bit-Architektur verfügte. Die 16-Bit-Architektur war für den Anschluss von Plattenlaufwerken vorteilhafter, da sie eher in der Lage war, Daten an die Anwender (bis zu 16 Clients) zu liefern. Das war der TA 1000, die hierfür zwei überlappende Zyklen benötigte, nicht möglich.

- Speicher 
 Früh wurden 8 KB Kernspeicher eingesetzt, später Halbleiterspeicher bis zu 64 KB mit Parity (berüchtigt, die Sockel waren störanfällig), ab 1978 wurden 128 KB Speicher ECC verwendet. Auf der Speicherplatine der Halbleiterspeicher waren zwei Sockel für PROMs, dem sogenannten Nucleus, in dem programmiert war, wovon die jeweilige Maschine ihr Betriebssystem booten konnte. Im letzten Server der Serie die CTM 70/9000 wurden zwei 128-KB-Speicherkarten eingesetzt.
- Ein-/Ausgabe 
 Eine Ein-/Ausgabe-Platine (IO Display) sorgte für Display, Drucker und Tastaturanschluss.
- Massenspeicher 
 Es wurden diverse Disketten/Platten Controller eingesetzt.
- Lokales Netzwerk 
 Jeder Bildschirmarbeitsplatz BAP verfügte über einen eigenen Rechner und Internspeicher. Über das lokale Netzwerk CTM-MULTINET waren Server und Arbeitsplätze miteinander verbunden. Man bezeichnete diese Computersystem-Philosophie als „Verteilte Intelligenz“.
- Anschluss der Arbeitsplätze 
 Für die Vernetzung zuständig war die IO DNÜ (Datennahübertragung), die ein in der Regel bis zu 1 km langes geschirmtes 2-Draht-Kabel speiste. Die Übertragungsgeschwindigkeit betrug im Regelfall 512 Kbit/s, konnte aber auf die Hälfte gesenkt werden um die Reichweite zu verdoppeln. Zur Adressierung der Arbeitsplätze gab es eine 4-Bit-Kodierung, was insgesamt 16 Anschlüsse ermöglichte. Die Adresse Null war für den Server reserviert. Da nur eine dieser Karten im Server möglich war, beschränkte sich die Zahl der anschließbaren Arbeitsplätze auf 15, der Server konnte aber auch als Arbeitsplatz verwendet werden. An die mit 32-Bit-Rechnern ausgestatteten Modelle CTM 9032 konnten bis zu 64 Arbeitsplätze BAPs angeschlossen werden.
- Datenfernübertragung 
 Über die IO DFÜ (Datenfernübertragung) konnte mit einem Postmodem eine synchrone Datenübertragung zu einer Gegenstelle realisiert werden.
- Seriell Asynchron 
 Die IO Asynchron sorgte für Verbindungen mit seriellen Geräten wie Waagen.

### Rechner
Der Baukasten der Hardware erlaubte die Realisierung unterschiedlicher Rechnersysteme. Diese bestanden immer aus Rechnerplatine, Speicher und IO-System für Tastatur, Drucker und Display. Über die IO DNÜ waren Bildschirmarbeitsplätze „BAP 70“ anschließbar, die auf den Schreibtisch gestellt werden konnten.
Der Server bestand aus dem damals üblichen Arbeitstisch mit eingebautem Monitor und integrierter Rechnerhardware in einem Container mit integriertem Plattenlaufwerk.
1973 listet CC MDT in seiner aktuellen Preisliste (Ausgabe Juni 1973) Seite 6 zwei Modelle die CTM 70/400 und die CTM 70/500.
1978 umfasste die Systemfamilie eine Magnetkontenversion (Modell 600), eine Diskettenversion (Modell 700), eine Plattenversion (Modell 800) und eine Mehrplatzversion mit bis zu 15 Arbeitsplätzen (Modell 900). Das Betriebssystem der CTM 70/900 nannte sich „Intelligent Terminal Operating System“ ITOS anspielend auf den Dialogcomputer.

### Software

#### Betriebssystem
Die Rechner liefen mit dem CTM-eigenen Betriebssystem ITOS, das für „Intelligent Terminal Operating System“ steht. Ab 1988 wurde auch Unix angeboten.

#### Entwicklungsumgebung
Die Entwicklungsumgebung der CTM war für damalige Verhältnisse attraktiv.
- Neben dem hauseigenen Assembler, entwickelt von Frieder Jung, gab es einen im Betriebssystem integrierten BASIC-Interpreter, einen BASIC-Compiler (IBAT Basic) sowie einen für die Systemprogrammierung benutzten PL/I-Compiler, der von einem Makro-Prozessor unterstützt wurde.
- Zudem boten schon bei der CTM 70, Modell 800 indizierte Datenbank-Strukturen im Betriebssystem und im Dateisystem dem Programmier die Möglichkeit, dem Anwender schnell und effizient die angeforderten Daten auf den Bildschirm zu liefern.
- Ab CTM 70 - 9000 eine moderne Datenbankstruktur basierend auf B-Bäumen.

#### Anwendungen
Die Computerwoche schrieb im April 1978: „Das CTM-Softwareangebot umfaßt neben einem modularen Programmpaket für Aufgabengebiete wie Fakturierung, Fibu und Lagerstandsführung zahlreiche Branchen-Pakete, etwa für das Bauwesen, den Getränke-Großhandel und die Gebäudereinigung.“

## CTM 9032
1984 stellte CTM einen neuen Server vor, die CTM 9032, der erste in Deutschland gebaute kommerzielle 32-Bit-Rechner. 48 Bildschirmarbeitsplätze (BAP 70, später BAP 90) konnten angeschlossen werden. Speicherplatinen (ECC) von 512 KByte, 1 MByte und 2 MByte, maximaler Speicherausbau 4 MByte. Vier Plattenlaufwerke (Fest, oder Wechselplatte sowie die kombinierten Fest/Wechselplatten) ab einer Größe von 32 MByte bis 300 MByte waren konfigurierbar. Ein 1-Zoll-Bandlaufwerk mit der Kapazität von 80 MByte diente zur Datensicherung sowie zum Datenaustausch mit IBM-Mainframe-Rechnern. Die geplante Stückzahl von 100 wurde deutlich übertroffen.

## CTM 9032 Polyline
An die Systemzentrale ZAP (Zentralarbeitsplatz) der CTM 9032 PL (POLYLINE) konnten seit 1986 durch den Multiprozessorbetrieb bis zu 96 BAPs (Bildschirmarbeitsplätze) angeschlossen werden.

## Zeit nach der alleinigen Führung durch Otto und Ilse Müller
- 1974/75: Die Firma Diehl übernahm die finanzielle Mehrheit der Firma CTM.
- 1975: Das neue Multitasking-Betriebssystem ITOS mit LAN/WAN-Netzwerk erschien.
- 1976: CTM produzierte in der eigenen Fabrik in Konstanz 2000 Stück Computer vom elektronischen Bauteil bis zum versandfertigen Gerät einschließlich selbst entwickelter System-Software.
- 1977: Jahresumsatz 60 Mio. DM.
- 1984: Diehl verkaufte einen 49-prozentigen Anteil an Standard Elektrik Lorenz (SEL).
- 1986: SEL übernimmt die CTM ganz.
- 1989: SEL/Alcatel verkaufte die Firma CTM an die beiden Ex-Commodore-Manager Harald Speyer und Walter Bartholomä, die daraufhin die Firma nach ITOS umbenannten und die Hauptverwaltung nach Frankfurt verlegten.[10]
- 1989: Gründung der CTM Computervertrieb GmbH aus der ehemaligen CTM-Geschäftsstelle Bremen und daraus dann Ende 1992 der CTM Computer Technik Marketing mit dem späteren Schwerpunkt der Unternehmenssoftware Navision (heute Microsoft Dynamics NAV).